# 埃萨·蒂卡宁
埃萨·蒂卡宁（芬蘭語：Esa Tikkanen，1965年1月25日—），生于赫尔辛基，芬兰男子冰球运动员。他曾代表芬兰国家队参加1998年冬季奥林匹克运动会冰球比赛，获得一枚铜牌。